# Verzoeking van de heilige Antonius (Norfolk)
De verzoeking van de heilige Antonius is een schilderij uit het atelier van de Zuid-Nederlandse schilder Jheronimus Bosch in het Chrysler Museum of Art in de Amerikaanse stad Norfolk.

## Voorstelling

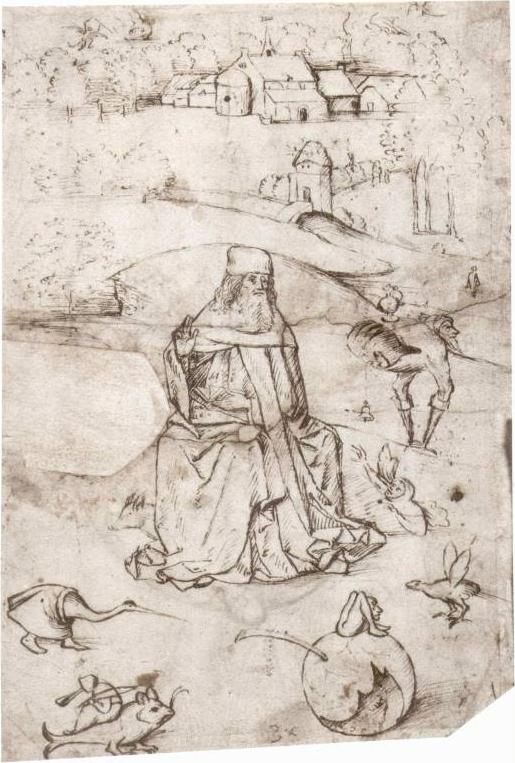
Jheronimus Bosch (?). Verzoeking van de H. Antonius. Berlijn, Kupferstichkabinett.

Het stelt de verzoeking van de heilige Antonius van Egypte voor. Deze legende werd begin 16de eeuw door de schilder Jheronimus Bosch vereeuwigd in het Antonius-drieluik, een van zijn bekendste en tegelijkertijd ingewikkeldste composities. Op het paneel in Norfolk is deze voorstelling gereduceerd tot een zittende Antonius, die de Bijbel leest, terwijl hij omgeven wordt door demonen in allerlei gedaanten. Anders dan op het Antonius-drieluik wordt het kwaad hier belachelijk gemaakt en vormt het nauwelijks nog een bedreiging voor de heilige. De voorstelling hangt samen met een tekening in het Kupferstichkabinett in Berlijn, waarop de heilige Antonius ook zittend is afgebeeld en met zijn rechterhand een zegenend gebaar maakt. Deze tekening is mogelijk door Bosch zelf gemaakt.

## Toeschrijving en datering
Bosch-kenner Charles de Tolnay was de eerste die het werk onderzocht en aan Bosch toeschreef. Tegenwoordig gaat men er echter van uit dat het om een werk uit zijn atelier gaat. Het schilderij wordt door het Chrysler Museum of Art, waar het zich tegenwoordig bevindt, omstreeks 1510 gedateerd.

## Herkomst
Het werk was vroeger in het bezit van Walter Chrysler Jr. (1909-1988), zoon van automagnaat Walter Chrysler Sr., en werd in 1971 door hem geschonken aan het naar hem genoemde Chrysler Museum of Art.